# Nodo di Iside

Amuleto raffigurante il nodo tit. Diaspro, tra il 1540 e il 1076 a.C., Nuovo Regno. Museo Egizio, Torino.

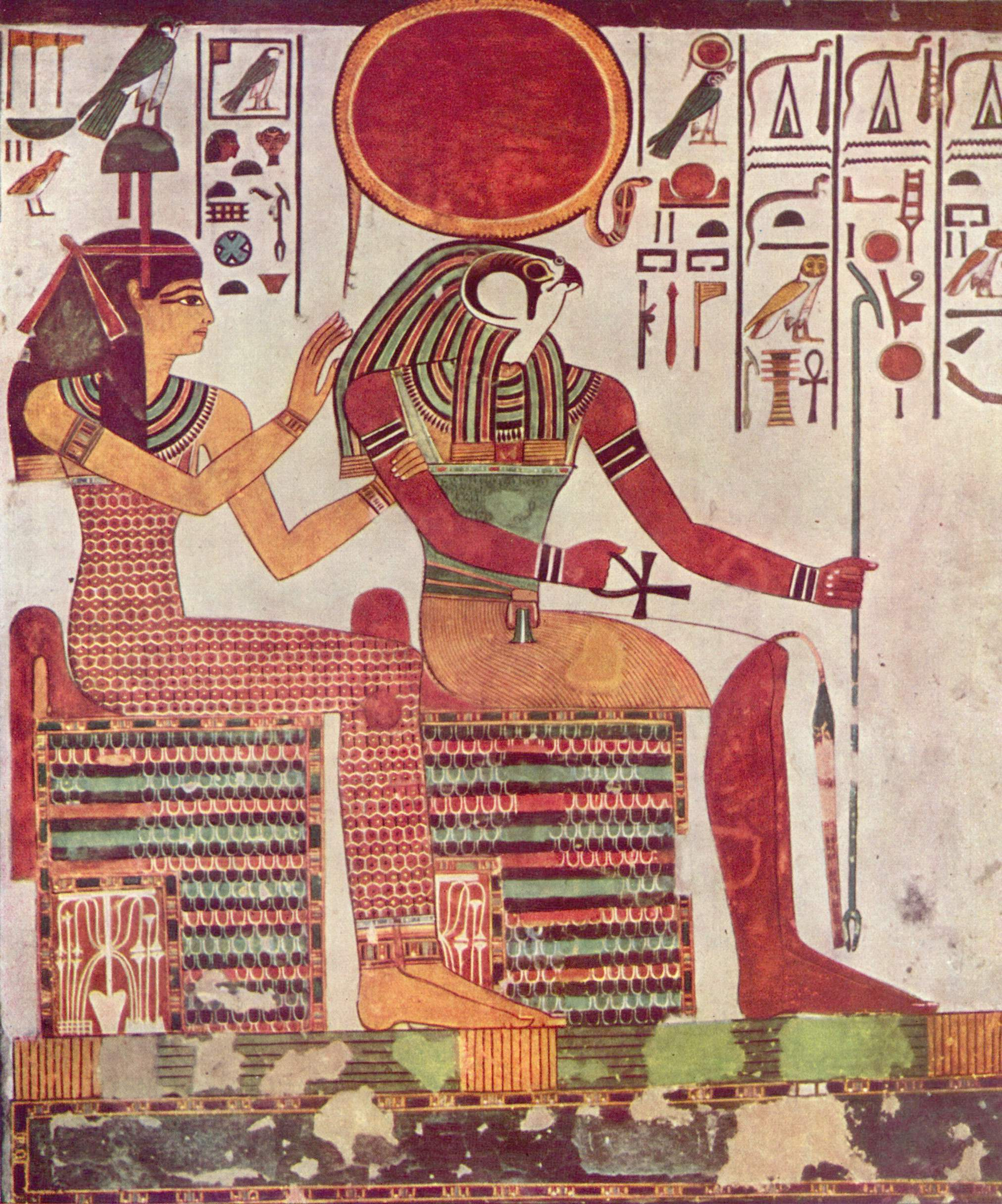
Il dio Ra-Horakhti con alla cintura il Tiet insieme alla dea Amonet come dea dell'ovest, Amentit.

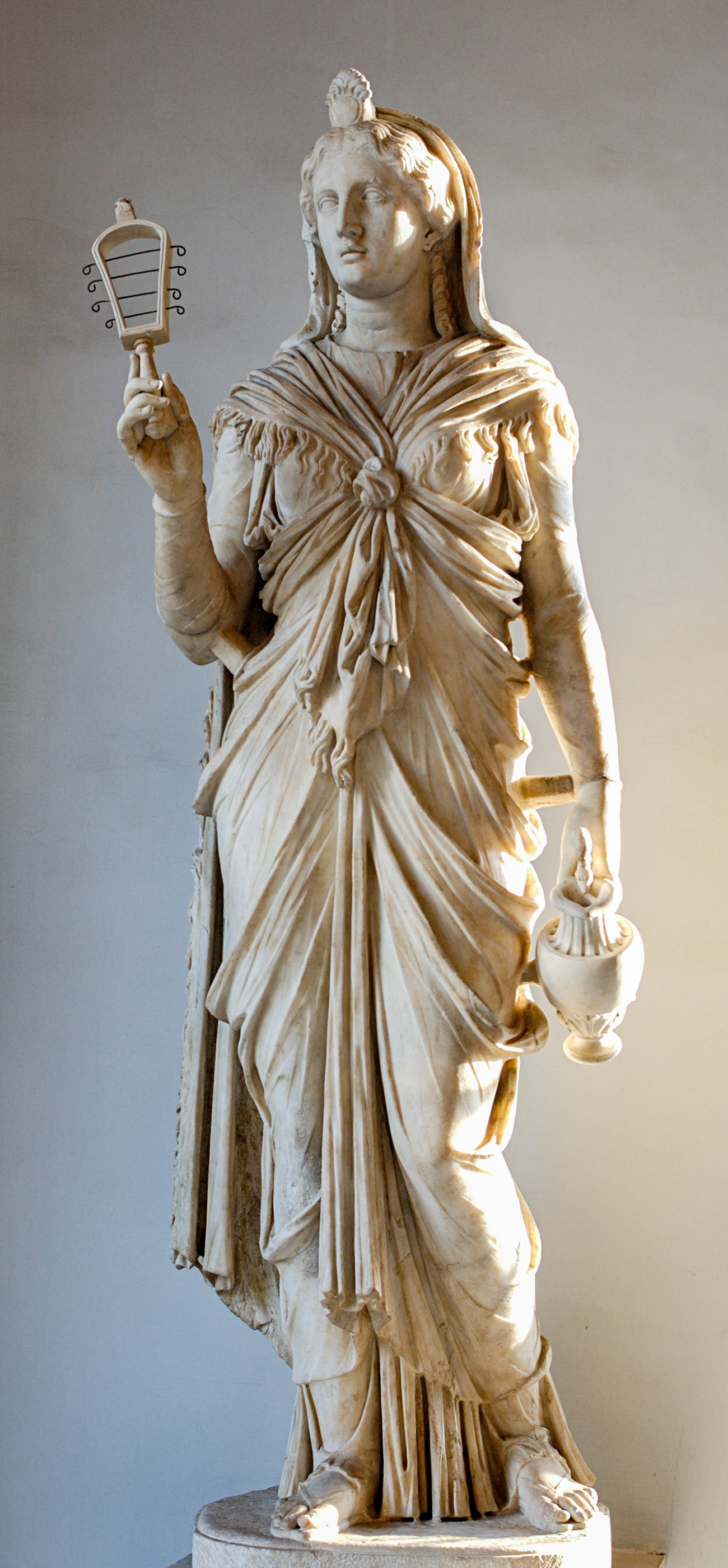
Statua di Iside greco-romana, con il nodo isiaco tra i seni, Musei Capitolini.

Il tiet o tit
| U33 | X1 · Z1 | V39 |

tjt 
, anche detto nodo di Iside o nodo isiaco, era un potente amuleto egizio comparso durante il Nuovo Regno, che assicurava protezione in vita e nel corso del viaggio verso l'aldilà, connesso al culto di Osiride e chiamato in origine anche Nodo di Seth o Nodo della vita.
Il nodo come simbolo magico, egizio e non, rappresenta un punto di convergenza tra le forze umane e quelle divine e ciò che veniva legato dai maghi egizi su questa terra lo sarebbe stato anche in cielo.

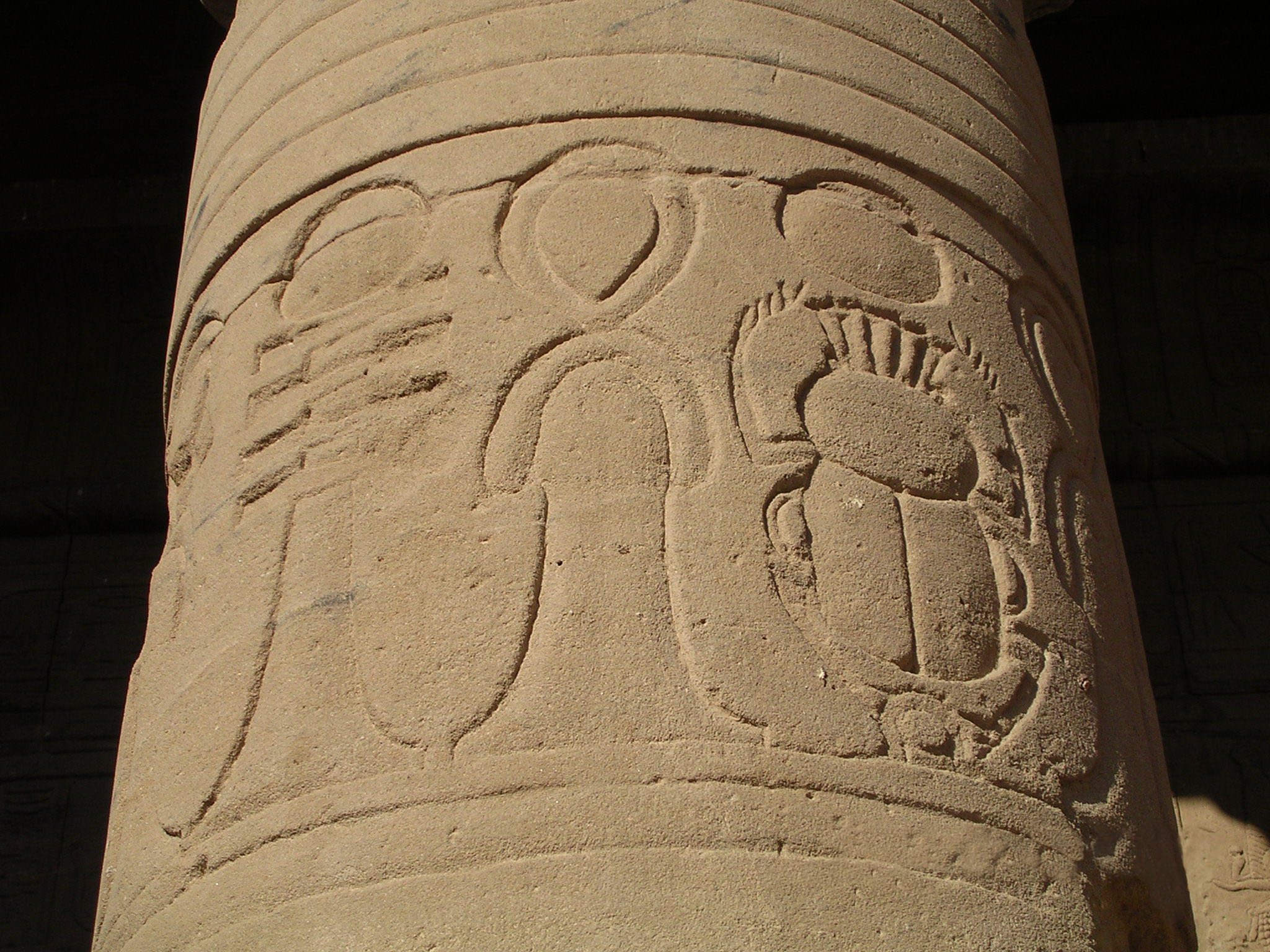
Colonna del porticato del tempio di File raffigurante il tjet al centro e il djed a sinistra

Citato nel Libro dei morti - cap. 156 - l'amuleto doveva essere portato al collo per ottenere la protezione di Iside della quale rappresentava la magia e il sangue. Era perciò realizzato in pietra rossa come il diaspro, ma anche in oro, che restava sempre il metallo più ambito.
Il tiet era molto simile all'ankh, ma con le braccia rivolte verso il basso e secondo la tradizione egizia doveva essere purificato con l'acqua profumata di un fiore chiamato ankham, forse identificabile con il gelsomino egiziano dall'intenso profumo. Successivamente veniva "caricato" dei suoi poteri dai sacerdoti e dalle sacerdotesse del culto di Iside mediante riti particolari.
Il simbolo veniva usato spesso nella decorazione di tombe, nei bassorilievi e nei corredi funerari in unione al pilastro djed, simbolo di stabilità connesso ad Osiride.

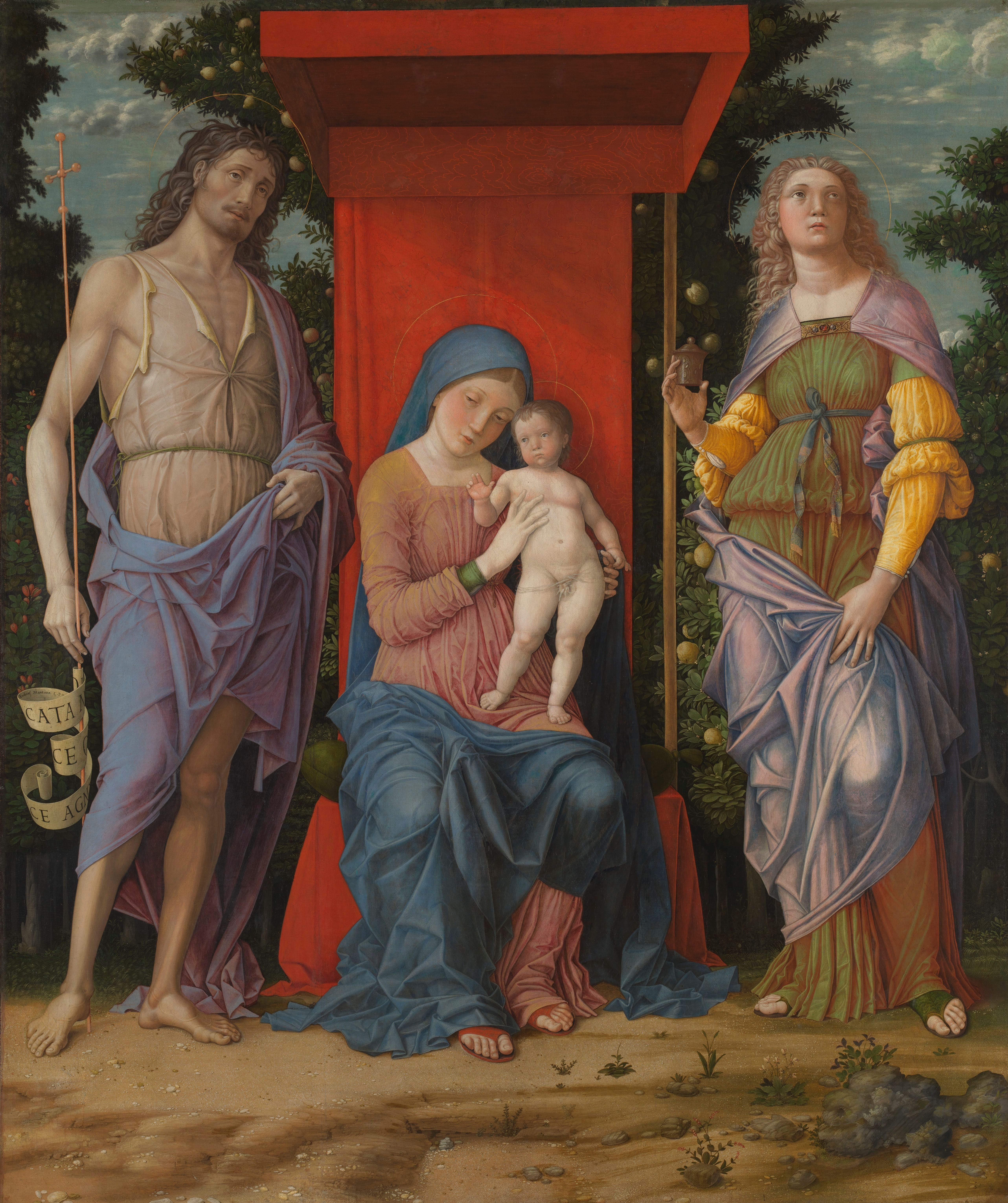
A destra, Maria Maddalena con cintura formata dal nodo isiaco. Madonna col Bambino tra i santi Giovanni Battista e Maria Maddalena di Andrea Mantegna. National Gallery, Londra.

A partire dal Nuovo Regno, l'amuleto si trasforma in nodo nel vestiario raggiungendo la massima diffusione nel periodo tolemaico-romano. Seguendo percorsi ancora non ben identificati, questo simbolo si è trasmesso dall'iconografia classica a quella sacra medievale e rinascimentale: basti citare la Madonna del parto con due angeli e due donatori di Rossello di Jacopo Franchi (a Firenze, Museo di Palazzo Davanzati), oppure la Madonna della Misericordia, di Piero della Francesca (a Sansepolcro, Museo Civico), o anche Madonna col Bambino tra i santi Giovanni Battista e Maria Maddalena di Andrea Mantegna (Londra, National Gallery).
Questo nodo aveva la forma dell'amuleto, poteva essere fatto alla cintura oppure alle stole dove, usando gli angoli superiori, si formava un cappio che doveva trovarsi esattamente tra i seni mentre ai lati del nodo pendeva ciò che restava degli angoli usati.
Per realizzare il nodo di Iside, si doveva procedere così:
- prendere una stola molto grande e leggera, posizionarla davanti alla propria persona tenendo l'angolo superiore A lievemente arrotolato e passarla sotto il seno sinistro
- girare la stola completamente intorno al corpo, dietro, dal lato sinistro;
- davanti in mezzo ai seni, e ben aderente al corpo, fare un cappio, ben fatto e di giusta misura con l'angolo superiore B sempre leggermente arrotolato;
- girare l'angolo superiore A per tre volte intorno al cappio e rimboccarlo.

Esistono versioni più complesse del nodo, ma richiedono una notevole quantità di stoffa. Può essere usato, nella maniera più semplice anche un nastro.
Il tiet o nodo di Iside raggiunse la massima diffusione proprio quando arrivarono i dominatori stranieri e la civiltà egizia iniziava così il suo implacabile declino.
L'antico popolo della valle del Nilo si rifugiò per mantenere parte della propria identità nella religione e nella magia, uniche cose che gli appartenevano e che gli avevano donato millenni di gloria.

## Altre versioni del nome
- Tet
- Teth
- Thet
- Tit
- Tjt
- Tyet